# Embelia penangiana
Embelia penangiana är en viveväxtart som först beskrevs av Daniel Oliver, och fick sitt nu gällande namn av Carl Christian Mez. Embelia penangiana ingår i släktet Embelia och familjen viveväxter. Inga underarter finns listade i Catalogue of Life.